# フェネルバフチェ・ユニバーサル
フェネルバフチェ（原語:Fenerbahçe S.K.、英語名:Fenerbahçe Women's Volleyball）は、フェネルバフチェSKが運営するトルコのイスタンブールを本拠地とする女子バレーボールチーム。愛称はイエローエンゼルス（Sari Melekler （トルコ語）、Yellow Angels （英語））。スポンサーは、ユニバーサル病院グループである。
本拠地は収容人員7,000人のTVF Burhan Felekスポーツホール。2011年12月までに収容人員12,500人のフェネルバフチェ・ウルカーシティーに移転予定である。

## 歴史
1928年、フェネルバフチェ男子バレーボールチームに所属していた女性プレーヤーSabiha Rıfat Güraymanが、フェネルバフチェSK女子バレーボール部として創部。1977年、経営が行き詰まりいったん廃部となった。
1989年活動を再開し、1993年イスタンブールリーグからトルコリーグ2部へ昇格、さらに1994年には1部リーグへ昇格した。1995-96シーズンには再び2部降格となったが、2002-03シーズンに再昇格し、2006-07シーズンには1部リーグ準優勝の好成績を収めた。
2007年、アジュバーデム・ヘルスケア・グループとスポンサー契約を結び、チーム名をフェネルバフチェ・アジュバデムに改称した。
2008-09シーズンの決勝でエジザジュバシュSKを破り、トルコリーグで初優勝を果たした。2011年にユニバーサル病院グループと3年間のスポンサー契約を締結しチーム名を「フェネルバフチェ・ユニバーサル」に改称した。

### チーム名の変遷
- フェネルバフチェ (1928, 1954-2007)
- フェネルバフチェ・アジュバデム (2007-2011)
- フェネルバフチェ・ユニバーサル (2011-2012)
- フェネルバフチェ (2012-2014)
- フェネルバフチェ・グルンディグ (2014-2016)
- フェネルバフチェ (2016-)

## 主な成績
バレーボール女子世界クラブ選手権
- 優勝：2010

 欧州チャンピオンズリーグ
- 優勝：2011-12年
- 準優勝：2009-10年

 トルコリーグ
- 優勝：2008–09, 2009–10, 2010–11, 2014–15, 2016–17
- 準優勝：2006–07, 2007–08, 2013–14, 2015–16

 トルコカップ
- 優勝：1956, 1957, 1958, 1959, 1960, 1968, 1969, 1972

## 選手・スタッフ

### 選手
2024-25年シーズンの登録選手は次の通り。
| 背番号 | 名前                             | ポジション           | 身長 | 備考       |
| ------ | -------------------------------- | -------------------- | ---- | ---------- |
| 1      | ハティジェ・オルゲ               | リベロ               | 1.70 |            |
| 3      | マグダレナ・スティシャク         | オポジット           | 2.03 |            |
| 5      | Özlem Güven                      | リベロ               | 1.65 |            |
| 8      | アスル・カラチ                   | ミドルブロッカー     | 1.85 |            |
| 9      | メリハ・ディケン                 | アウトサイドヒッター | 1.88 |            |
| 10     | アリーナ・フェドロフツェワ       | アウトサイドヒッター | 1.91 |            |
| 11     | フリスティナ・ヴチコワ           | ミドルブロッカー     | 1.92 |            |
| 12     | アナ・クリスティーナ・デ・ソウザ | アウトサイドヒッター | 1.92 |            |
| 14     | エダ・エルデム・デュンダル       | ミドルブロッカー     | 1.88 | キャプテン |
| 15     | Arelya Karasoy                   | セッター             | 1.81 |            |
| 16     | エリツァ・バシレバ               | アウトサイドヒッター | 1.90 |            |
| 17     | ボヤナ・ドルチャ                 | セッター             | 1.85 |            |
| 18     | Dicle Nur Babat                  | ミドルブロッカー     | 1.91 |            |
| 41     | Liza Safronova                   | アウトサイドヒッター | 1.96 |            |
| 44     | メリッサ・バルガス               | オポジット           | 1.94 |            |

## 歴代主将
| 年        | 名前                       |
| --------- | -------------------------- |
| 2005-2006 | セダ・トカトルオール       |
| 2006-2008 | オズレム・オズチェリック   |
| 2008-2011 | チーデム・ジャン・ラスナ   |
| 2011-2014 | セダ・トカトルオール       |
| 2014-現在 | エダ・エルデム・デュンダル |

## 歴代ヘッドコーチ
| 年        | 名前                       |
| --------- | -------------------------- |
| 2005-2008 | アドゥナン・クスタク       |
| 2008-2009 | ユゼイル・ヨズドゥラク     |
| 2009-2010 | ヤン・デ・ブラント         |
| 2010-2012 | ジョゼ・ギマラエス         |
| 2012-2013 | カミル・ショズ             |
| 2013-2017 | マルチェロ・アボンダンツァ |
| 2017-2018 | ヤン・デ・ブラント         |
| 2018-2023 | ゾラン・テルジッチ         |
| 2023-現在 | ステファノ・ラバリーニ     |

## 歴代在籍選手
| - ワレーリヤ・コロテンコ - オクサナ・パルホメンコ - ポリーナ・ラヒモワ - エリア・ソウザ - アルベス・タチアーナ - ファビアナ・クラウジノ - クリスティアネ・フュルスト - テリーズ・クロフォード - ローガン・トム - ニコル・デービス - キンバリー・グラース - クリスティン・ヒルデブランド - ケルシー・ロビンソン - フラウケ・ディリックス - カタジナ・スコブロニスカ - ベレニカ・オクニェフスカ | - オズレム・オズチェリック - アイスン・オズベク - ペリン・チェリック - ナズ・アイデミル - エルギュル・アブジュ - オズゲ・チェンベルジ - ポレン・ウスルペフリワン - メリハ・イスマイロール - エカテリーナ・ガモワ - リュボフ・ソコロワ - アーニャ・スパソイエビッチ - ブランキツァ・ミハイロビッチ - ミナ・ポポビッチ - ビアンカ・ブシャ - ナターシャ・オスモクロビッチ - ミア・イエルコフ | - キム・ヨンギョン - ヌットサラ・トムコム - パウラ・ペケーノ - マリアーネ・ステインブレシェル - フェルナンダ・ロドリゲス - ナタリア・ペレイラ - マデライネ・モンターニョ - エレオノーラ・ロビアンコ - ルチア・ボゼッティ - アリス・ブロム - マレト・バルケステイン＝フロットヒュース - クリスティナ・バウアー - アネタ・ハブリチコバ - マリーナ・トゥマス - サマンタ・ブリシオ |